# Turniej o Puchar Burmistrza Rawicza 2013
Puchar Burmistrza Rawicza 2013 – turniej żużlowy, rozegrany po raz 19. w Rawiczu, w którym zwyciężył Daniel Jeleniewski.

## Finał
- Rawicz, 31 sierpnia 2013
- Sędzia: Leszek Demski

| Msc. | Zawodnik             | Klub         | Pkt  |             |  |
| ---- | -------------------- | ------------ | ---- | ----------- |  |
| 1    | Daniel Jeleniewski   | Lublin       | 13+3 | (3,3,3,1,3) |  |
| 2    | Rafał Okoniewski     | Rzeszów      | 13+2 | (2,2,3,3,3) |  |
| 3    | Robert Miśkowiak     | Gdańsk       | 12+3 | (2,1,3,3,3) |  |
| 4    | Mateusz Szczepaniak  | Bydgoszcz    | 12+2 | (3,3,2,2,2) |  |
| 5    | Piotr Świderski      | Gniezno      | 11   | (3,0,3,3,2) |  |
| 6    | Adrian Gomólski      | Zielona Góra | 8    | (1,3,2,2,d) |  |
| 7    | Adrian Cyfer         | Gorzów Wlkp. | 8    | (1,1,2,3,1) |  |
| 8    | Marcin Jędrzejewski  | Opole        | 8    | (2,3,1,1,1) |  |
| 9    | Mariusz Puszakowski  | Rawicz       | 7    | (2,2,d,u,3) |  |
| 10   | Damian Baliński      | Leszno       | 7    | (0,2,1,2,2) |  |
| 11   | Marcin Nowak         | Leszno       | 6    | (0,2,1,2,1) |  |
| 12   | Łukasz Jankowski     | Gorzów Wlkp. | 5    | (1,1,2,1,0) |  |
| 13   | Stanisław Burza      | Opole        | 4    | (3,d,1,d,w) |  |
| 14   | Marcin Riedel        | Rawicz       | 2    | (0,0,d,d,2) |  |
| 15   | Sebastian Niedźwiedź | Rawicz       | 1    | (0,u,0,1,d) |  |
| 16   | Tomasz Rempała       | Opole        | 1    | (1,d,d,d,w) |  |